# Festival Internacional de Cinema de Berlim 1951
A 1ª edição anual do Festival Internacional de Cinema de Berlim foi realizado entre os dias 6 a 17 de junho de 1951. O filme de abertura foi Rebecca, de Alfred Hitchcock. Neste primeiro Festival de Berlim, o prêmio Urso de Ouro foi introduzido, que foi atribuído ao melhor filme em cada uma das cinco categorias: drama, comédia, crime ou aventura, musical e documentário. Este prêmio desapareceu no ano seguinte, em parte porque os filmes nesse ano foram votados pelo público.

## Júri
As seguintes pessoas foram anunciadas como estando no júri do festival:

- Johannes Betzel
- Emil Dovifat
- Werner Eisbrenner
- Günther Geisler
- Walter Karsch
- Frau Lucht-Perske
- Fritz Podehl
- Tatjana Sais
- Ludwig Trautmann

## Filmes em competição
Os seguintes filmes competiram pelos prêmio Urso de Ouro:
| † | Vencedor do prêmio principal de melhor filme em sua seção |
| Os filmes de abertura e encerramento são exibidos durante as cerimônias de abertura e encerramento, respectivamente. |                                                           |
| Título                                             | Diretor(es)                         | País           |
| -------------------------------------------------- | ----------------------------------- | -------------- |
| In Beaver Valley                                   | James Algar                         | Estados Unidos |
| Begone Dull Care                                   | Norman McLaren e Evelyn Lambart     | Canadá         |
| Blick ins Paradies                                 | Hans Fischerkoesen                  | Alemanha       |
| Bosch                                              | —                                   | Itália         |
| Cinderella                                         | Wilfred Jackson                     | Estados Unidos |
| Der Film entdeckte Kunstwerke indianischer Vorzeit | Hans Cürlis                         | Alemanha       |
| Der gelbe Dom                                      | Eugen Schuhmacher                   | Alemanha       |
| Destination Moon                                   | Irving Pichel                       | Estados Unidos |
| Dieu a besoin des hommes                           | Jean Delannoy                       | França         |
| Die Vier im Jeep                                   | Leopold Lindtberg                   | Suíça          |
| Dr. Holl                                           | Rolf Hansen                         | Alemanha       |
| Goya                                               | Luciano Emmer                       | Itália         |
| Het gala-Concert                                   | —                                   | Países Baixos  |
| Il cammino della speranza                          | Pietro Germi                        | Itália         |
| Il Cristo proibito                                 | Curzio Malaparte                    | Itália         |
| Justice est faite                                  | André Cayatte                       | França         |
| Kleine Nachtgespenster                             | Eugen Schuhmacher                   | Alemanha       |
| Leva på 'Hoppet'                                   | Göran Gentele                       | Suécia         |
| ...Sans laisser d'adresse                          | Jean-Paul Le Chanois                | França         |
| The Tales of Hoffmann                              | Michael Powell e Emeric Pressburger | Reino Unido    |
| The Browning Version                               | Anthony Asquith                     | Reino Unido    |
| The Mating Season                                  | Mitchell Leisen                     | Estados Unidos |
| The Story of Time                                  | Michael Stainer-Hutchins            | Reino Unido    |
| The Undefeated                                     | Paul Dickson                        | Estados Unidos |

## Prêmios
Os seguintes prêmios foram concedidos pelo Júri:
- Urso de Ouro
  - Die Vier im Jeep por Leopold Lindtberg – Urso de Ouro de Melhor Drama
  - ...Sans laisser d'adresse por Jean-Paul Le Chanois  – Urso de Ouro de Melhor Comédia
  - In Beaver Valley por James Algar – Urso de Ouro de Melhor Documentário
  - Justice est faite por André Cayatte – Urso de Ouro de Melhor Filme de Crime ou Aventura
  - Cinderella por Wilfred Jackson – Urso de Ouro de Melhor Musical
- Urso de Prata
  - Il cammino della speranza – Urso de Prata de Melhor Drama
  - Leva på 'Hoppet' – Urso de Prata de Melhor Comédia
  - The Tales of Hoffmann – Urso de Prata de Melhor Filme de Crime ou Aventura
- Urso de Bronze
  - The Undefeated – Urso de Bronze de Melhor Documentário
  - The Browning Version – Urso de Bronze de Melhor Drama
  - The Mating Season – Urso de Bronze de Melhor Comédia
  - Destination Moon – Urso de Bronze de Melhor Filme de Crime ou Aventura
- Medalha de Ouro
  - Kleine Nachtgespenster – Medalha de Ouro de Melhor Filme Cultural e Documentário
  - Der Film entdeckte Kunstwerke indianischer Vorzeit – Medalha de Ouro de Melhor Filme de Artes e Ciências
  - The Story of Time – Medalha de Ouro de Melhor Filme Publicitário
- Medalha de Prata
  - Begone Dull Care – Medalha de Prata de Melhor Filme Cultural e Documentário
  - Goya – Medalha de Prata de Melhor Filme de Artes e Ciências
  - Het gala-Concert – Medalha de Melhor Filme Publicitário
- Medalha de Bronze
  - Der gelbe Dom – Medalha de Bronze de Melhor Filme Cultural e Documentário
  - Bosch – Medalha de Bronze de Melhor Filme de Artes e Ciências
  - Blick ins Paradies – Medalha de Bronze de Melhor Filme Publicitário
- Prêmio do Público
  - Grande Placa de Bronze – Cinderella
  - Pequena Placa de Bronze – The Browning Version
- Prêmio Especial da Cidade de Berlim
  - Prêmio Especial por uma Excelente Realização em um Filme – Il Cristo proibito
  - Prêmio Especial por uma Excelente Realização Cinematográfica – Dieu a besoin des hommes
  - Certificado de Honra – Dr. Holl